# Löwe von Aspern

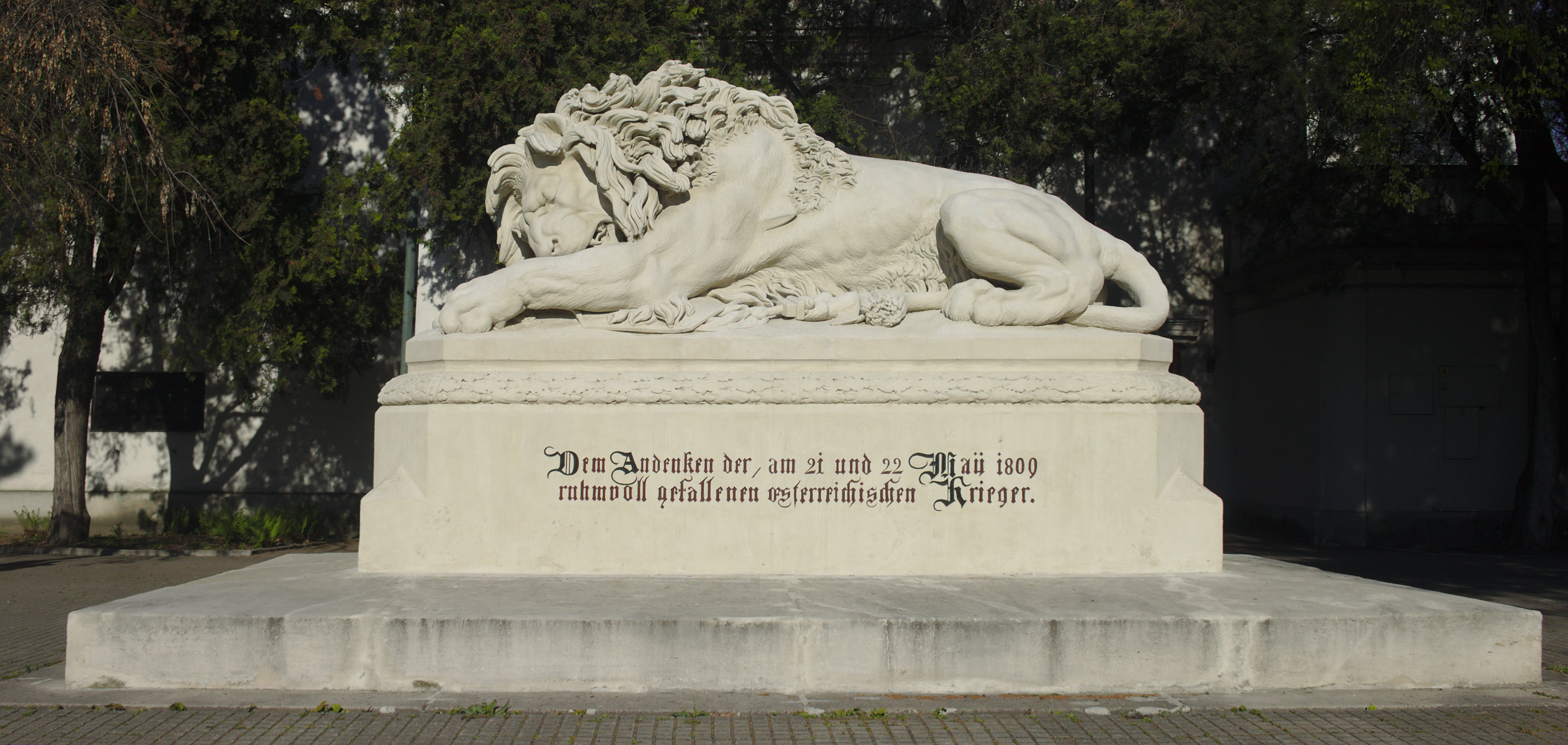
Der Löwe von Aspern

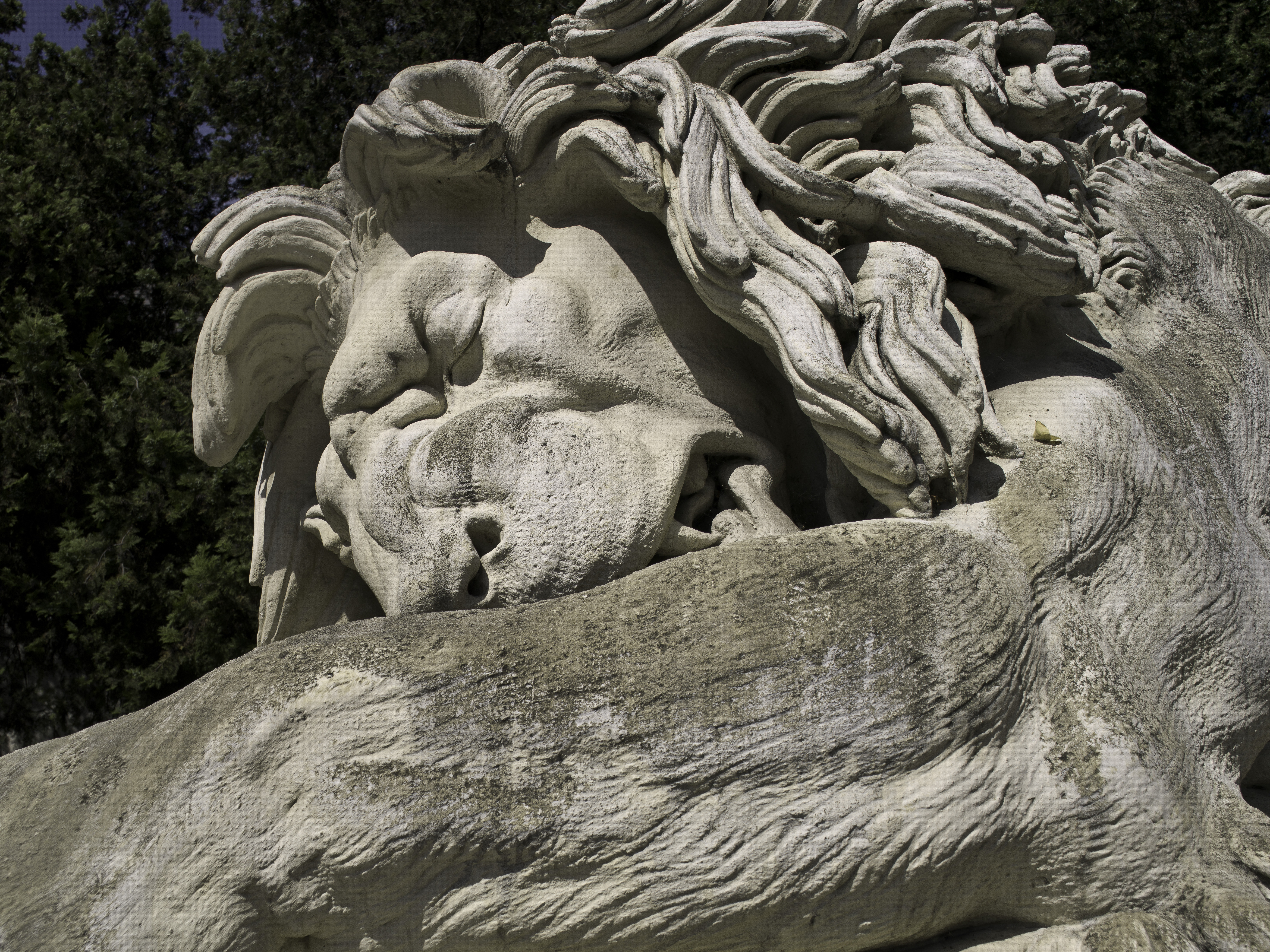
Detailansicht des Kopfes

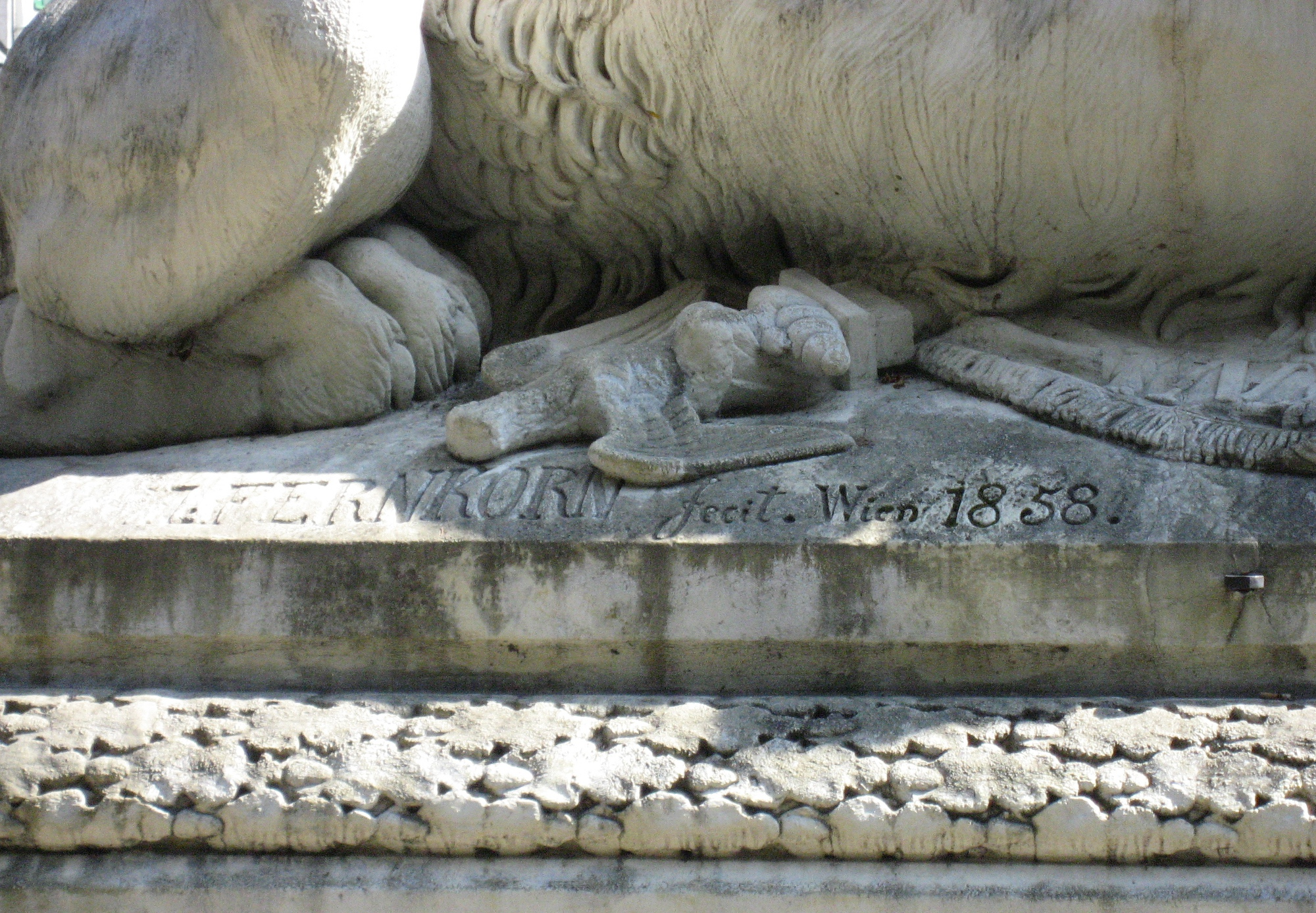
Rückansicht, Signatur von Fernkorn

Der Löwe von Aspern ist ein von Anton Dominik Fernkorn geschaffenes Kriegerdenkmal, welches 1858 am Asperner Heldenplatz (heute ein Stadtteil Wiens, 22. Wiener Gemeindebezirk Donaustadt) errichtet wurde. Die Skulptur besteht aus Sandstein und erinnert an die in der Schlacht bei Aspern gefallenen österreichischen Soldaten.

## Geschichte

### Die Schlacht bei Aspern
Am 21. und 22. Mai 1809 fand vor den Toren Wiens die Schlacht bei Aspern und Eßling statt, eine Schlacht des Fünften Koalitionskrieges zwischen Napoleonischen Truppen und Österreichern unter dem Oberbefehl von Erzherzog Karl. Nach zähen Kämpfen sollte insgesamt neunmal das im Marchfeld gelegene Dorf Aspern während der Schlacht den Besitzer wechseln. Letztendlich gelang es den Österreichern jedoch sich zu behaupten, wobei dies vor allem FML Johann von Hiller, dem Kommandanten des VI. Armee-Korps, zu verdanken war. In dieser Schlacht wurde Napoleon Bonaparte zum ersten Mal in einer offenen Feldschlacht besiegt, wodurch sein Nimbus der Unüberwindlichkeit dahin war. In der Schlacht verzeichneten die Österreicher 23.300 Mann Verluste, die Franzosen etwa 27.000, für damalige Verhältnisse ungewöhnlich hohe Zahlen, wodurch dieses Aufeinandertreffen das bislang für beide Parteien verlustreichste im Verlauf der Koalitionskriege war.

### Planung und Beschreibung

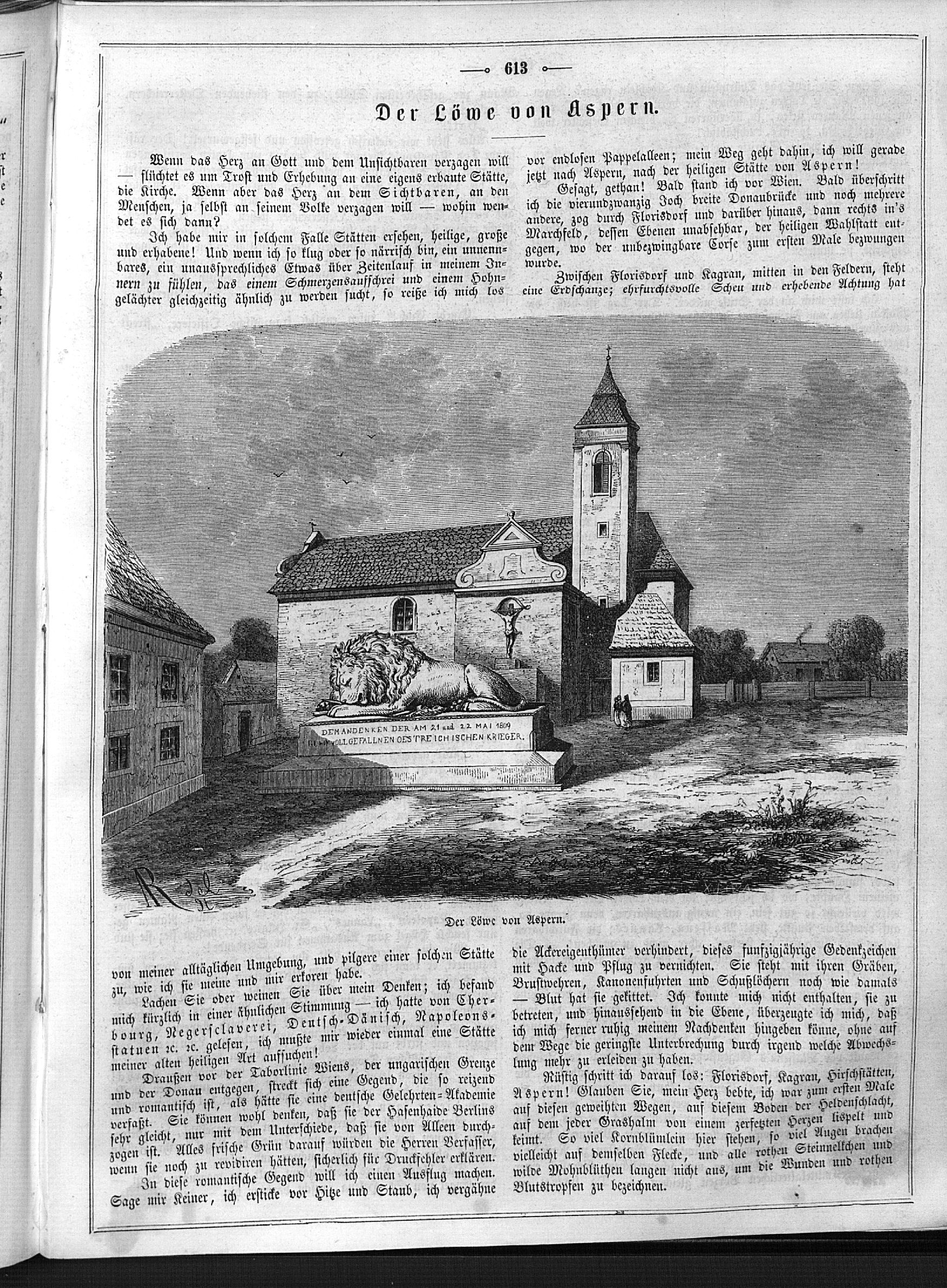
Artikel in Die Gartenlaube (1858)

Der Auftrag zur Errichtung eines Denkmales in Erinnerung an die Gefallenen der Schlacht bei Aspern durch Erzherzog Albrecht erteilt, um an die Verdienste seines Vaters zu erinnern. Als Standort wählte man den Platz vor der Asperner St. Martins-Kirche, da dieses Gebäude und der davor liegende Platz im Zentrum der Schlacht lag. Geschaffen wurde die Skulptur von dem Bildhauer und Bildgießer Anton Dominik Fernkorn, der sich bereits zu Lebzeiten großer Bekannt- und Berühmtheit erfreute und ein zentraler Meister des Historismus war. Er beschäftigte sich mit dem Denkmal seit 1855. Nach verschiedenen Entwürfen, in welchen der liegende Löwe lediglich als Nebenfigur erscheint, gelangte Fernkorn schließlich zu der monumentalen Fassung eines mächtig hingestreckten, sterbenden Tieres, wobei der Löwe als kriegerisches Symbol sich besonders seit dem Ausgang des 18. Jahrhunderts großer Beliebtheit erfreute und in der klassizistischen Grabmalsplastik oftmals verwendet wurde. Fernkorn machte für sein Modell im Schönbrunner Tiergarten zahlreiche Studien nach der Natur.
Fernkorn schuf eine überlebensgroße Skulptur eines liegenden, sterbenden Löwen auf einem Steinsockel mit Eichenlaubgirlande auf einem Steinfundament. Zwischen den Vorderpranken befindet sich ein napoleonischer Adler, unter dem Körper ein Imperatorenmantel, an der linken Körperseite liegen Feldzeichen. Der Löwe ist von einer Lanze durchbohrt, deren Spitze hinter dem linken Schulterblatt des Tieres unterhalb der Mähne herausragt. Die Ausführung in Sandstein oblag den Bildhauern Zengler und J. Beyer.
„Der Sieg wird bei diesem Denkmal durch die Trophäen, die unter der riesigen Pranke des Löwen fast verschwinden, nur angedeutet. Der Todeskampf und die Trauer bilden den zentralen Inhalt des Denkmals. Die  Gestalt des von einer Lanze durchbohrten Löwen, insbesondere das fast menschlich wirkende Tiergesicht mit seiner schmerzverkrampften Physiognomie, ist von einem großzügigen Realismus.“
Das Denkmal wurde am 22. Mai 1858 anlässlich des neunundvierzigjährigen Jubiläums der Schlacht bei Aspern feierlich enthüllt. Der Sockel trägt folgende Inschriften: „A. FERNKORN fecit. Wien 1858“ sowie „Dem Andenken der, am 21 und 22 Mai 1809 ruhmvoll gefallenen oesterreichischen Krieger.“

### Sonstiges
- Ein Modell des Asperner Löwen, von Fernkorn selbst angefertigt, befindet sich in der Dauerausstellung des Heeresgeschichtlichen Museums in Wien. In dem aus patiniertem Gips gefertigten Originalmodell zum Denkmal ist jede Einzelheit der monumentalen Steinskulptur genau ausgebildet.[5]

- Entgegen landläufiger Meinung symbolisiert der sterbende Löwe nicht die Person des Napoleon Bonaparte, der die Schlacht verloren hatte. Dessen Wappentier war nicht der Löwe, sondern der Adler.

- Um den empfindlichen Sandstein vor Witterung und Schnee zu schützen, wird das Monument jährlich vor Wintereinbruch mittels einer Holzhütte überbaut, welche im Frühjahr wiederum abgebaut wird. Für das interessierte Publikum, welches von diesen Umständen nichts weiß und das Denkmal sucht, wird als Ersatz ein Plakat mit einer Abbildung des Denkmals auf der Holzhütte angebracht.

## Rezeption
Nach der Skulptur haben sich in der Region mehrere Betriebe benannt, so z. B. die Apotheke zum Löwen von Aspern, das Hotel Asperner Löwe und das Heurigenlokal Zum Löwen von Aspern. Auch Jugendorganisationen wie etwa die Pfadfindergruppe 22 Löwe von Aspern oder die Kindergruppe Kleine Löwen von Aspern gaben sich diesen Namen.